# Champ-sur-Barse

Champ-sur-Barse este o comună în departamentul Aube din nord-estul Franței. În 1 ianuarie 2022 avea o populație de 26 de locuitori.